# 1244 Дейра
1244 Дейра (1244 Deira) — астероїд головного поясу, відкритий 25 травня 1932 року.
Тіссеранів параметр щодо Юпітера — 3,541.